# Gasthuisstraat (Bredevoort)

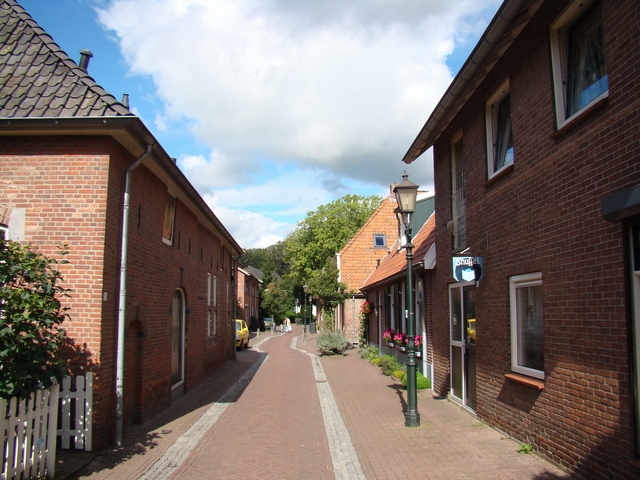
Vanaf de andere kant

De Gasthuisstraat is een straat in het oude centrum van Bredevoort. De straat begint als zijstraat van 't Zand en loopt dan oostelijk door tot aan het kruispunt Hozenstraat, Pater Jan de Vriesstraat en Ambthuiswal.

## Geschiedenis
In het verleden heeft aan deze straat daadwerkelijk een gasthuis gestaan, er stonden een aantal armenhuizen van de diaconie. Arme gezinnen en bejaarden vonden hier onderdak, ook probeerde de diaconie werk te vinden voor deze mensen. Voor de 17e-eeuwse uitbreiding van de vestingwerken van Bredevoort liep hier de stadsmuur en stond aan het einde van de straat op het kruispunt met de Ambthuiswal een waltoren. Als men rechts afsloeg liep met langs de Ambtshof en het Ambthuis naar de Misterpoort. Na de uitbreiding van de stad ontstond wat extra ruimte aan de achterliggende Hozenstraat, vooral na het dempen van de kasteel buitengracht die hier oorspronkelijk lag. Het stukje Pater Jan de Vriesstraat tot aan school 't Bastion heette de eerste jaren na aanleg ook nog Gasthuisstraat. Ter hoogte van de Ganzenmarkt heeft de Gasthuisstraat een kleine zijweg. Dit pad komt uit op de Boterstraat en halverwege staat de Muur van de Vrijheid, een oorlogsmonument.

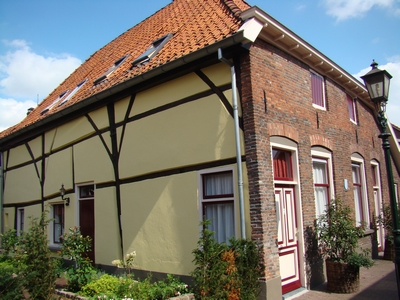
17e-eeuws huis aan de Gasthuistraat, Bredevoort

Ambthuiswal · Ambtshof · Bastionstraat · Bleekwal · Boterstraat · Frederik Hendrikstraat · Ganzenmarkt · Gasthuisstraat · Hozenstraat · Izermanstraat · Kerkstraat · Kleine Gracht · Kloosterdijk · Koppelstraat · Kruittorenstraat · Landstraat · Markt · Muizenstraat · Officierstraat · Pater Jan de Vriesstraat ·  Prins Mauritsstraat · Prinsenstraat · Roelvinkstraat · Stadsbroek · Stationsweg · Vismarkt · 't Walletje · 't Zand